# Bionicle (jeu vidéo, 2001)
Bionicle (ou Lego Bionicle) est un jeu vidéo d'action-aventure développé par Saffire Corporation et édité par Lego Software, sorti en 2001 sur Game Boy Advance.
Il est basé sur la gamme de jouets du même nom.

## Accueil
- Jeuxvideo.com : 13/20[1]